# Sint-Johanneskerk (Morra)
De Sint-Johanneskerk is een kerkgebouw in Morra in de Nederlandse provincie Friesland.

## Beschrijving
De kerk, oorspronkelijk gewijd aan Johannes de Evangelist, is een eenbeukige romanogotische kerk uit de tweede helft van de 13e eeuw met vijfzijdig gesloten koor. De muren met spitsboogvensters hebben steunberen en worden bekroond met zaagtandlijsten. In 1843 is de oude zadeldaktoren wegens bouwvalligheid vervangen door een neoclassicistisch houten geveltoren. Hierbij is Thomas Adrianus Romein om advies gevraagd. De luidklok (1659) is gegoten door Jurjen Balthasar. In de kerk, gedekt door een houten tongewelf, bevinden zich een epitaaf (1625) in het koor voor Wopke van Scheltema en Frouck Roorda, twee herenbanken (1622 en 18e eeuw) en een preekstoel uit 1849. Het orgel uit 1740 is gemaakt door Johann Michael Schwartsburg en geschonken door Jantje Nannes (grafzerk uit 1747 in de noordmuur). De kerk is een rijksmonument.

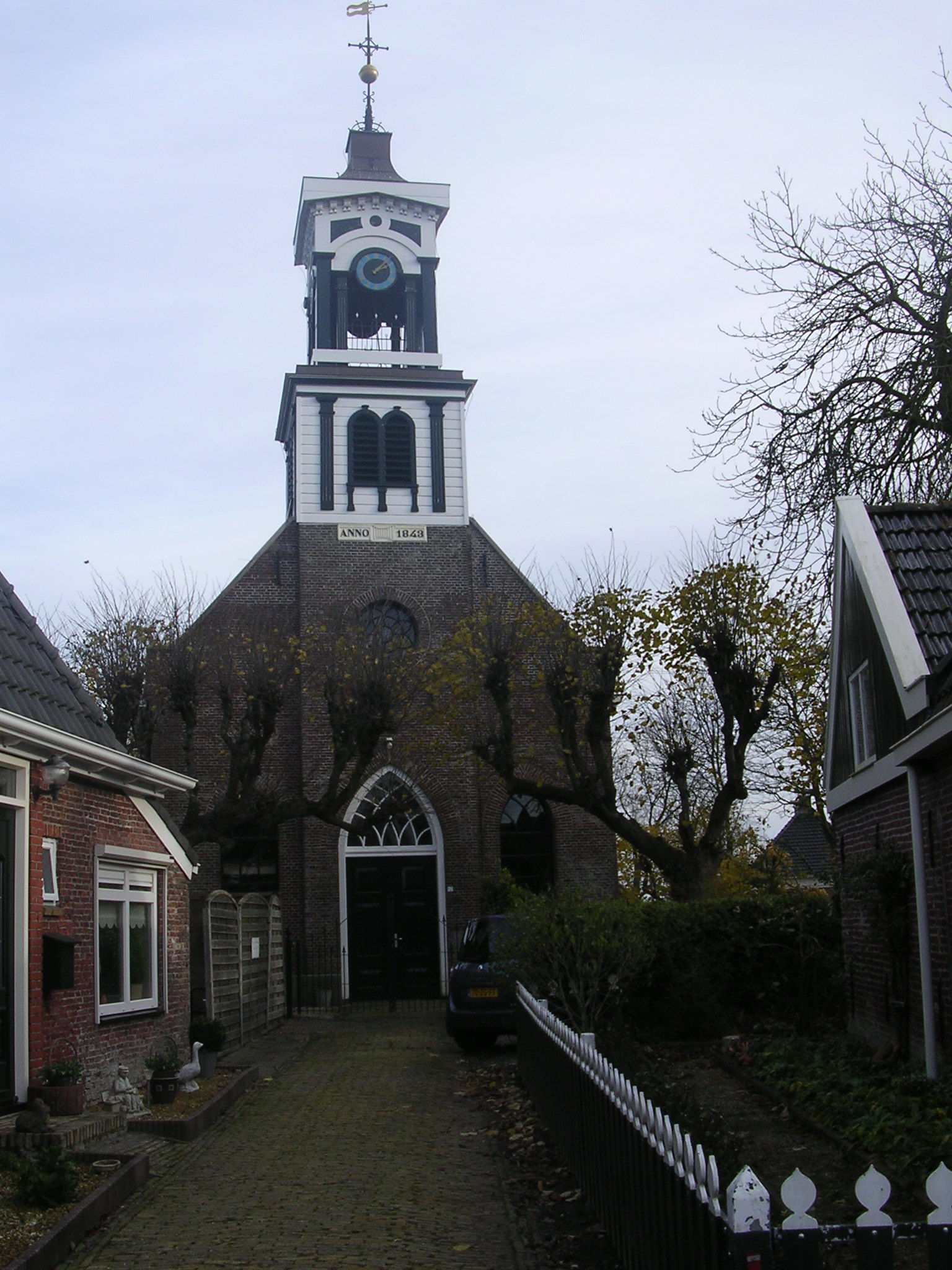
Westgevel (2009)